# Приходько, Аполлинарий Николаевич
Аполлинарий Николаевич Приходько (23 июля 1914 года — 6 октября 1969 года) — советский инженер, конструктор сельскохозяйственных машин, лауреат Ленинской премии.

## Биография
Окончил Ташкентский институт инженеров ирригации и механизации сельского хозяйства (1937).
Работал сначала в Наркомземе Узбекской ССР, потом (1938—1948) на Ташсельмашзаводе.
С 1948 года начальник отдела ГСКБ по машинам для хлопководства.
Избирался членом ЦК Компартии Узбекистана.

## Награды
- Ленинская премия (1967 год) — за разработку конструкции, серийное производство и внедрение машин в сельское хозяйство хлопкоуборочной вертикально-шпиндельной двухрядной машины.
- Заслуженный изобретатель Узбекской ССР (1964).